# Santanaclupea
Santanaclupea es un género extinto de pez clupeiforme de la Formación Santana de Brasil. Lleva el nombre de Santana do Cariri, el pueblo que da nombre a la Formación Santana. La especie tipo del género es Santanaclupea silvasantosi, que fue nombrada en honor al profesor Rubens de Silva Santos.